# Shreve, Lamb and Harmon

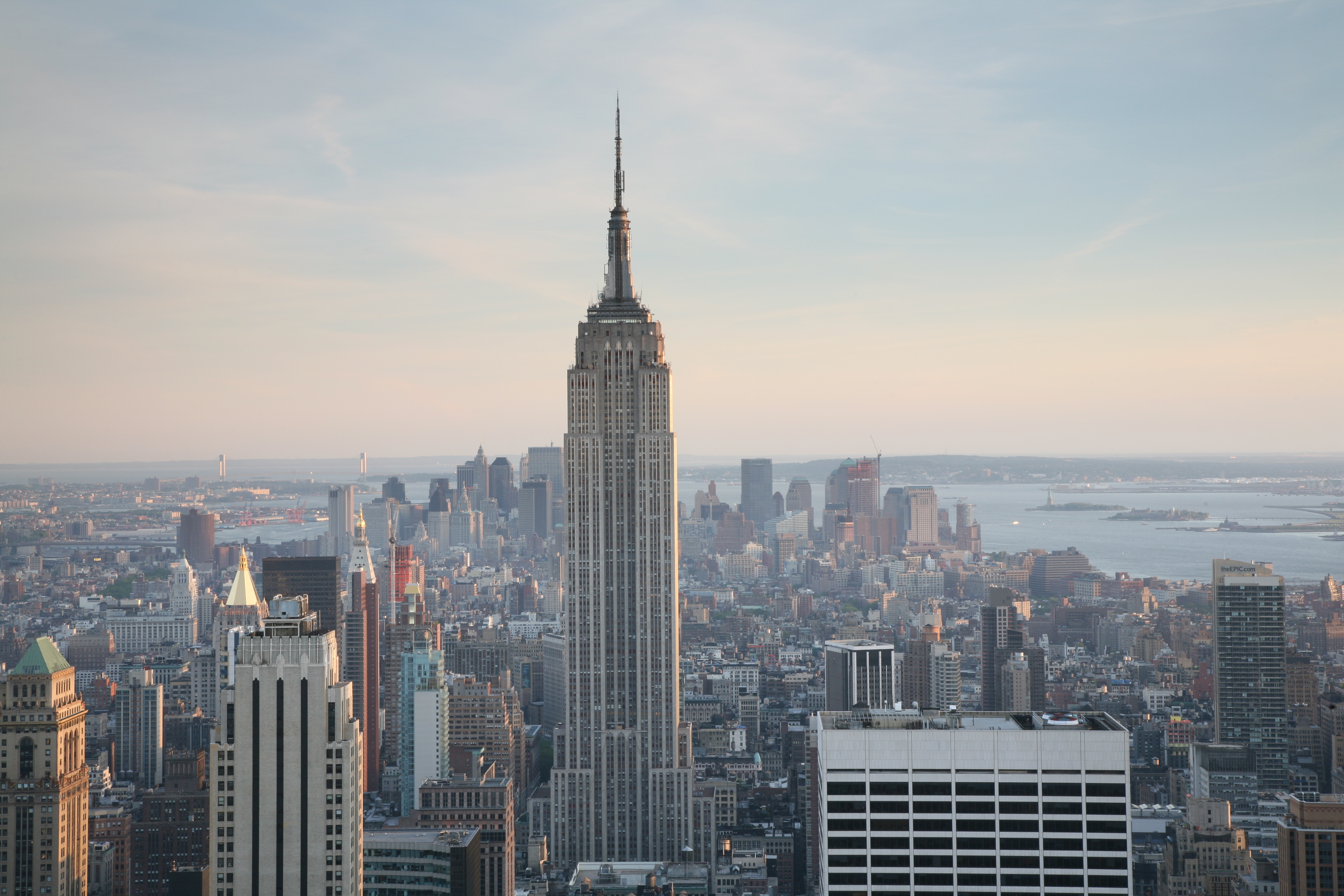
Tòa nhà Empire State, tác phẩm nổi tiếng nhất của công ty

Shreve, Lamb và Harmon là công ty kiến trúc nổi tiếng nhất năm 1931 đã xây dựng tòa nhà Empire State, tòa nhà cao nhất ở Thành phố New York, và trên thế giới, tại thời điểm đó.
Công ty được thành lập vào năm 1929 bởi Richmond Harold Canada (RH) Shreve, Lamb William F. từ Brooklyn, và Arthur Loomis Harmon từ Chicago. Shreve, Lamb đã làm việc với nhau và hành nghề trong năm 1924., Shreve là doanh nhân và tổ chức, và Lamb là người thiết kế.
Harmon đi vào quan hệ đối tác trong năm 1929, sau khi tòa nhà Empire State đã được tiến hành. Trong cuộc họp đầu tiên của họ với các khách hàng John Jacob Raskob, Lamb hỏi Raskob về tầm nhìn của ông để xây dựng. Raskob đứng một bút chì cuối cùng và nói, "Bạn có thể xây nhà cao đến mức nào mà nó không bị sập?"